# Luiz Otávio da Silva Santos
Luiz Otávio da Silva Santos, mais conhecido como Luiz Otávio (Japeri, 9 de outubro de 1992), é um futebolista brasileiro que atua como zagueiro. Atualmente está no Mirassol.

## Carreira
Nasceu em uma infância pobre na cidade de Japeri, no Rio de Janeiro. Teve que trabalhar em um lixão para sobreviver a pobreza e o abandono, bem antes de começar a jogar futebol. Luiz Otávio começou a carreira nas categorias de base do Fluminense, mas foi dispensado após apenas três meses no clube. Em 2010, aos 17 anos, ingressou no Ferroviário, mas nunca jogou pelo clube.

### Bangu
Luiz Otávio posteriormente representou São Cristóvão e o Bangu nas bases, jogando inicialmente como atacante. Em 22 de setembro de 2012, fez sua estreia no Bangu entrando como substituto e marcando o gol de empate para o Bangu em 1 a 1 da Copa Rio de 2012 fora de casa contra o Boavista.

### Bonsucesso
De volta à posição de zagueiro, foi posteriormente emprestado ao Bonsucesso em 26 de julho de 2013, conseguindo o vice-campeonato da Série B do Carioca de 2013.

### Luverdense
Em 12 de fevereiro de 2015, após deixar o Bangu por meio de uma disputa judicial, Luiz Otávio foi contratado pelo Luverdense. Ele fez sua estreia pelo clube mato-grossense em 11 de julho do mesmo ano, entrando em um empate em 0 a 0 fora de casa contra o CRB. Luiz Otávio marcou seu primeiro gol em 24 de outubro de 2015, marcando o primeiro gol de seu time em uma derrota por 3 a 2 contra o Bragantino.

### Chapecoense
Um titular indiscutível durante os seus anos no Luverdense, foi anunciado o seu empréstimo à Chapecoense em um contrato de de um ano em 5 de janeiro de 2017. Sendo assim, um dos reforços anunciados depois da tragédia do Voo LaMia 2933, no qual matou praticamente boa parte do time. Em 4 de abril de 2017, Luiz Otávio marcou o seu primeiro gol pela Chapecoense na vitória pela primeira partida das finais da Recopa Sul-Americana de 2017, dando uma vantagem de 2 a 1 contra o Atlético Nacional.
Foi protagonista de uma das maiores polêmicas da história da Chapecoense, no qual o clube foi punido na Libertadores de 2017 pela CONMEBOL pela escalação irregular de Luiz Otávio em 23 de maio de 2017. Toda confusão teve início minutos antes da partida em Buenos Aires, em 17 de maio de 2017, quando o delegado da partida informou que Luiz Otávio (O mesmo acabou marcando o gol da vitória por 2 a 1) não poderia atuar por sofrer suspensão de três jogos pela expulsão diante do Nacional. Ele cumpriu a primeira suspensão na final da Recopa, contra o Atlético Nacional. A Chapecoense alegou não ter sido informada oficialmente da punição e manteve a escalação na partida contra o Lanús, pela quinta rodada do Grupo 7 da Libertadores.
Após ser monitorado por vários clubes do Brasil devido às suas boas atuações, foi anunciado em 31 de maio de 2017 que a Chapecoense comprou os direitos de Luiz Otávio, o clube catarinense adquiriu os 70% dos direitos do atleta e o Luverdense ficou com os outros 30%.

### Botafogo-SP
Em 8 de abril de 2019, foi anunciado o seu empréstimo ao Botafogo-SP, com um contrato até dezembro. Entrou em uma partida contra o São Bento EC, em 9 de maio, no qual o Botafogo-SP ganhou por 1 a 0 fora de casa. Marcou seu primeiro e único gol pelo clube em uma vitória contra o Oeste por 3 a 2, em 2 de agosto.

### Mirassol
Em 12 de janeiro de 2020, o Mirassol confirmou de forma oficial o empréstimo de Luiz Otávio, com um contrato até o fim do Paulistão de 2020. Fez sua estreia pelo Leão em 23 de janeiro, contra a Ferroviária aonde empatou por 1 a 1. Fez seu primeiro gol pelo clube no dia 30 de janeiro, marcando um gol em um empate contra o Guarani por 1 a 1.

### Retorno à Chapecoense
Apesar do estadual ter sido paralisado em plena pandemia do novo coronavírus, o contrato de empréstimo ao Mirassol expirou e retornou à Chapecoense em 8 de maio de 2020. O seu retorno teve atuação segura e ainda marcou um gol e deu assistência, na vitória da Chapecoense por 2 a 0 contra o Avaí, em 8 de julho, pela primeira partida das quartas de final do Catarinense de 2020.

### Bahia
Após rescisão amigável com a equipe da Chapecoense, o atleta foi anunciado como reforço do Bahia para a temporada 2021.

## Títulos
Bonsucesso
- Taça Santos Dumont: 2013

Luverdense
- Campeonato Mato-Grossense: 2016

Chapecoense
- Campeonato Catarinense: 2017, 2020
- Campeonato Brasileiro - Série B: 2020

Bahia
- Copa do Nordeste: 2021